# Lisica (Gostynin)
Pour les articles homonymes, voir Lisica.
Lisica (prononciation : [liˈɕit͡sa]) est un village polonais de la gmina de Gostynin dans le powiat de Gostynin de la voïvodie de Mazovie dans le centre-est de la Pologne.

## Histoire
De 1975 à 1998, le village appartenait administrativement à la voïvodie de Płock.